# Ставицкий, Роман Владимирович
Роман Владимирович Ставицкий (род. 11 июня 1930 года) — советский и российский радиолог, доктор биологических наук, профессор.

## Биография
Роман Владимирович Ставицкий родился 11 июня 1930 года.
В 1953 году окончил Ленинградский электротехнический институт, после чего работал на заводе «Мосрентген», в 1957 году перешёл в Московскую рентгеновскую станцию, а затем в этом же году в Центральный институт усовершенствования врачей, где работал на должностях старшего преподавателя и доцента кафедры радиационной гигиены.
В 1966 году защитил диссертацию на соискание степени кандидата биологических наук, а в 1975 году — на соискание степени доктора биологических наук; в 1980 году Ставицкому было присвоено звание профессора.
С 1978 года работал руководителем и главным научным сотрудником дозиметрической лаборатории Московского научно-исследовательского рентгено-радиологического института (ныне Российский научный центр рентгенорадиологии) Министерства здравоохранения РФ, совмещал научную работу с преподавательской деятельностью в Научно-практическом центре медицинской радиологии Министерства здравоохранения РФ.

## Награды
- Орден Дружбы народов за работу в зонах, пострадавших от аварии на ЧАЭС;
- Благодарности и почётные дипломы.[какие?]
- Неоднократно признан «Учёным года» США и Великобритании;
- Награда Президента США за научные заслуги.

## Научные труды
Роман Владимирович Ставицкий является автором более 38 монографий, свыше 600 статей в различных научных журналах, 50 авторских свидетельств и патентов.

### Руководящие документы и монографии
1. Монография Ставицкий Р. В., Виктурина В. П. Основы радиационной защиты в рентгенологической практике. М. Медицина, 1968 г., 108.
2. Монография Ставицкий Р. В., Виктурина В. П. Основы радиационной защиты в рентгенологической практике. София, Медицина и физкультура, 1969 г., 104.
3. Ставицкий Р. В., Пасынкова И. Е. Методическое пособие по дозиметрической подготовке к дистанционной лучевой терапии. М. Медицина, 1972 г., 44.
4. Монография Лагунова И. Г., Чикирдин Э. Г., Ставицкий Р. В., Пославска М. В., Технические основы рентгенодиагностики. М. Медицина, 1973 г., 160.
5. Монография Ставицкий Р. В., Сергиенко Н. Н. Санитарные правила устройства и эксплуатации рентгеновских кабинетов в медицинских учреждениях № 1357-75. М.МЗ СССР,1976 г.,80.
6. Воробьев Е. Н., Ставицкий Р. В., Книжников В. А. и др. Облучение населения СССР в 1981—1982 гг. в результате применения источников ионизирующих излучений в медицинских и научно-стратегических целях. М. НКРЗ, 1984 г., 20.
7. Монография Васильев Е. И., Ставицкий Р. В., Иванов В. И. и др. Методика расчета эквивалентных доз облучения пациентов при рентгенологических исследованиях. М.МЗ СССР,1984 г., 18.
8. Монография Ставицкий Р. В., Немиро Е. А., Губатова Д. Я. и др. Радиационно-гигиенические аспекты рентгенодиагностики. Рига, МЗ Латвии, 1984 г., 104.
9. Монография Ставицкий Р. В. перевод. Радиационная защита пациента при рентгенодиагностике. Рекомендации, МКРЗ, Энергоатомиздат, 1985 г., 120.
10. Акатов Ю. А., Бархударов Р. М., Ставицкий Р. В., Лебедев Л. А. и др. Методические указания. Радиационная безопасность экипажа космического аппарата в космическом полете. Методика учета индивидуальных доз космонавтов в период их профессиональной деятельности. РД 50-2564. ,1985 г., 209.
11. Монография Рабкин И. Х., Ставицкий Р. В., 
Блинов Н. Н., Васильев Ю. Д. Тканевые дозы при рентгенологических исследованиях. М. Медицина, 1985 г., 224.
12. Монография Васильев В. Н., Сидорин В. П., Ставицкий Р. В. Поглощенная доза в тканеэквивалентной среде при облучении низкоэнергетическими фотонами. М.МИФИ, 1986 г., 24.
13. Коньков Н. З., Гоземик Г. И., Ставицкий Р. В. и др. Государственная система обеспечения единства измерений. Харьков, Госстандарт, 1987 г., 20.
14. Монография Варшавский Ю. В., Ставицкий Р. В., Чикирдин Э. Г. и др. Методические указания по упорядочению рентгенологических обследований в районах с повышенным радиационным фоном и для лиц, подвергшихся радиационному воздействию. М.МЗ СССР,1988 г., 24.
15. Иванов В. И., Лебедев Л. А., Сидорин В. П., Ставицкий Р. В. Снижение уровня облучения населения на основе оптимизации режимов основных видов рентгенологических исследований. М. НКРЗ, ЦНИИатоминформ, 1988 г., 24.
16. Монография. Методические указания. Внедрение и применение ГОСТ 8.417-81 «ГОСТ единицы физических величин» в области ионизирующих излучений. РД 50-454-84. М. Издательство стандартов 1990 г., 54 (39 авторов, включая Ставицкого Р. В.).
17. Монография Васильев В. Н., Антропов В. Н., Макеев П. Ф., Сидорин В. П., Ставицкий Р. В. Рекомендации государственной системы обеспечения единства измерений. Энергетические аспекты излучений рентгеновских аппаратов. Методика выполнения измерений. МИ 1998 г., 89; 1989 г., 32.
18. Монография Ставицкий Р. В., Ермаков И. А., Лебедев Л. А. и др. Справочник. Эквивалентные дозы в органах и тканях человека при рентгенологических исследованиях. М. Энергоатомиздат, 1989 г., 176.
19. Ставицкий Р. В., Власов П. В. Определение дозовых нагрузок пациентов при основных видах рентгенологических исследований. М. МЗ РСФСР, 1990 г., 10.
20. Монография. Рентгенодиагностика заболеваний челюстно-лицевой области. Ставицкий Р. В., 59-71. Редактор Рабухина Н. А., М.Медицина, 1991 г., 358.
21. Монография Васильев В. Н., Лебедев Л. А., Сидорин В. П., Ставицкий Р. В. Справочник. Спектры рентгеновского излучения. М. Энергоатомиздат, 1990 г.
22. Ставицкий Р. В., Варшавский Ю. В., Хасидашвили И. Ш., Васильев Ю. Д. Стандартизированная методика рентгенологического исследования пищевода желудка с пониженными дозовыми нагрузками. М.МЗ РСФСР, 1991 г., 1991 г., 16.
23. Монография. Заболеваемость участников ликвидации последствий аварии на ЧАЭС (14 авторов, включая Ставицкого Р. В.) М. 1991 г., 16.
24. Монография Васильев В. Н., Ставицкий Р. В., Подлящук Е. Л., Сидорин В. П. Облучение пациентов при близкодистанционной рентгенотерапии. М. МЗ РСФСР, 1991 г., 1991 г., 20.
25. Монография Ставицкий Р. В. Радиационная безопасность пациентов при рентгенологических исследованиях в стоматологии. Глава монографии «Рентгенодиагностика заболеваний челюстно- лицевой области». М. Медицина. 1991 г., 22.
26. Ставицкий Р. В., Варшавский Ю. В., Хасидашвили И. Ш. Рентгенологические обследования тонкой кишки с пониженной дозовой нагрузкой. М. МЗ РФ, 1992 г., 12.
27. Монография Ставицкий Р. В., Павлова М. К., Лебедев Л. А., Кальнцкий С. А. Дозовые нагрузки на детей при рентгенологических исследованиях. М. Кабур, 1993 г., 164.
28. Монография Ставицкий Р. В., Блинов Н. Н., Рабкин И. Х., Лебедев Л. А. Радиационная защита в медицинской рентгенологии. М. Кабур, 1994 г., 272.
29. Монография Ставицкий Р. В., Васильев В. Н., Подлящук Е. Л. Справочник. Эквивалентные дозы при рентгенотерапии. М. Энергоатомиздат 1994 г., 112.
30. Монография Ильин В. И., Ставицкий Р. В., Хмелевский Е. В., Жданов Г. П. Глава в монографии «Рак легкого». Лучевая терапия. Под редакцией Харченко В. П., Кузьмина И. В. М. Медицина, 1994 г., 55.
31. Монография Ставицкий Р. В., Босин В. Ю., Павлова М. К., Лебедев Л. А. Контроль дозовых нагрузок на детей при рентгенологических исследованиях. М. МЗ РФ, 1996 г., 114.
32. Монография. Кровь — индикатор состояния организма и его систем. Под редакцией Ставицкого Р. В. М. МНПИ, 1999 г., 160.
33. Монография. Аспекты клинической дозиметрии. Научный редактор Ставицкий Р. В. М. МНПИ, 2000 г., 390.
34. Монография Харченко В. П., Каприн А. Д., Ставицкий Р. В., Паньшин Г. А., Костин А. А. Интервенционная радиология: рак мочевого пузыря. М. 2002 г., 144.
35. Монография. Медицинская рентгенология: технические аспекты, технические материалы, радиационная безопасность. Редактор Ставицкий Р. В. М. МНПИ, 2003 г., 244.
36. Монография Каприн А. Д., Ставицкий Р. В. Визуализация в урологической практике. М. Вече, 2006 г., 112.
37. Монография. Визуализация заболеваний тазобедренного сустава и контроль эндопротезирования. Редакторы: Варшавский Ю. В., Ставицкий Р. В., М.2006 г., 192.
38. Монография. Количественные критерии оценки эффективности лечения рака молочной железы. Редакторы: Ставицкий Р. В., Паньшин Г. А. М.2007 г., 192.
39. Монография. Периферический рак легкого (количественная оценка эффективности радикального химио-лучевого лечения). Редакторы: Ставицкий Р. В., Паньшин Г. А. М.2008 г., 218.
40. Монография Алекян Б. Г., Ставицкий Р. В., Стаферов А. В., Плаутин О. Н. Радиационная безопасность. Глава в книге «Руководство по рентгеноэндоваскулярной хирургии сердца и сосудов». Редакторы: Бокерия Л. А., Алекян Б. Г. ТЗ М. НЦССХ им. А. Н. Бакулева РАМН, 2008 г., т.3, 175—206.
41. Монография Рожкова Н. И., Кочетова Г. П., Ставицкий Р. В., Дабагов А. Р., Меских Е. В. Технические средства, рентгенологические и ультразвуковые аппараты, приемники изображения, величины эксплуатации, радиационная безопасность, информационные технологии. Глава 6. «Маммология: национальное руководство». М. «ГЭОТАР-Медиа», 2008 г., 18.
42. Монография. Методы визуализации и контроля организма и его систем. Редакторы: Солодкий В. А., Ставицкий Р. В. / М. ГАРТ, 2009 г., 350.
43. Монография. Рак шейки матки. Методы лечения и дозиметрического обеспечения. Редакторы: Солодкий В. А., Ставицкий Р. В. М. ГАРТ, 2011 г., 160.
44. Монография Ставицкий Р. В., Борхударов Р. М., Лебедев Л. А. Контроль эффектов малых доз облучения в результате аварии на ЧАЭС. М. ГАРТ, 2011 г., 92.
45. Монография. Рак простаты (методы диагностики, лечения и дозиметрического обеспечения). Редакторы: Солодкий В. А., Ставицкий Р. В. М. ГАРТ, 2012 г., 160.
46. Монография Ставицкий Р. В., Лебедев Л. А., Лебедев А. Л., Смыслов А. Ю. Количественная оценка гомеостатической активности здоровых и больных людей. М. ГАРТ, 2013 г., 130.